# Arash
Arash Labbaf (* 23. dubna 1977 Teherán) je švédsko-íránsky zpěvák, herec, bavič a producent sídlící v Malmö ve Švédsku. V roce 2009 spolu s Aysel Teymurzadə reprezentoval Ázerbájdžán na Eurovision Song Contest 2009, kde s písní „Always“ obsadili třetí místo.

## Diskografie

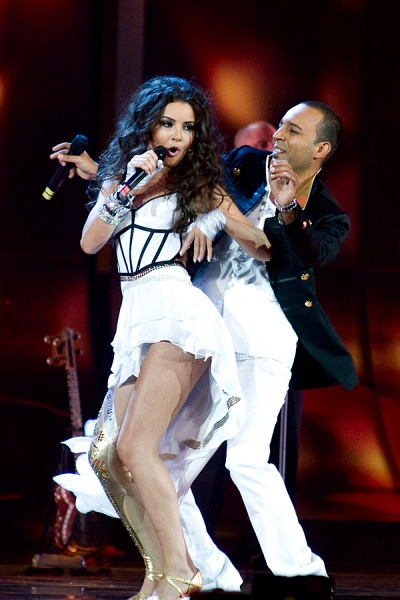
Arash a Aysel vystupují na Eurovizi

### Alba
- 2005: Arash
- 2006: Crossfade (The Remix Album)
- 2008: Donya
- 2014: Superman

### Singly
- 2004: „Boro Boro“
- 2005: „Tike Tike Kardi“
- 2005: „Temptation“ (feat. Rebecca)
- 2006: „Arash“ (feat. Helena)
- 2006: „Chori Chori“ (feat. Aneela)
- 2008: „Donya“ (feat. Shaggy)
- 2008: „Suddenly“ (feat. Rebecca)
- 2008: „Pure Love“ (feat. Helena)
- 2009: „Always“ (& Aysel)
- 2009: „Près de toi“ (feat. Najim & Rebecca)
- 2009: „Kandi“ (feat. Lumidee)
- 2010: „Dasa Bala“ (feat. Timbuktu & Yag)
- 2010: „Broken Angel“ (feat. Helena)
- 2010: „Glorious“
- 2012: „Melody“
- 2012: „She Makes Me Go“ (feat. Sean Paul)
- 2014: „One Day“ (feat. Helena)
- 2014: „Sex Love Rock n Roll (SLR)“ (feat. T-Pain)
- 2016: „OMG“ (feat. Snoop Dogg)
- 2017: „Se Fue“ (feat. Mohombi)
- 2018: „Dooset Daram“ (feat. Helena)
- 2018: „Goalie Goalie“ (with Njuša, Pitbull a Blanco)
- 2019: „One Night in Dubai“ (feat. Helena)
- 2019: „Zendegi Bahale″
- 2020: „Mary Jane“ (versus Ilkay Sencan)
- 2020: „Mary Jane“ (versus Behzad Leito)
- 2020: „No Maybes“ (Ilkay Sencan, Era Istrefi)
- 2021: „Lavandia“ (& Marshmello)
- 2021: „Angels Lullaby“ (feat. Helena)
- 2021: „Asemoon“
- 2022: „Tora Tora (Boro Boro)“ (& Giorgos Mazonakis)
- 2024: „Belarzoon“
- 2024: „Layla“ (& Dynoro)
- 2024: „I Adore You“ (& Hugel a Topic feat. Daecolm)

## Filmografie
- Bluffmaster (2005, Bollywood) – píseň Bure Bure (Boro Boro)
- Rhino Season (2012)